# 2003 FJ127
2003 FJ127, também escrito como 2003 FJ127, é um objeto transnetuniano que está localizado no Cinturão de Kuiper, uma região do Sistema Solar. Ele possui uma magnitude absoluta de 7,5 e tem um diâmetro estimado com 167 km.

## Descoberta
2003 FJ127 foi descoberto no dia 30 de março de 2003, pelo astrônomo Marc W. Buie.

## Órbita
A órbita de 2003 FJ127 tem uma excentricidade de 0,261 e possui um semieixo maior de 45,173 UA. O seu periélio leva o mesmo a uma distância de 33,363 UA em relação ao Sol e seu afélio a 56,984 UA.